# FBI 아카데미
FBI 아카데미(Feds)는 미국에서 제작된 다니엘 골드버그 감독의 1988년 코미디 영화이다. 레베카 드 모네이 등이 주연으로 출연하였고 렌 브럼 등이 제작에 참여하였다.

## 출연

### 주연
- 레베카 드 모네이
- 메리 그로스

### 조연
- 켄 마샬
- 프레드 달튼 톰슨
- 래리 세더
- 레이몬드 싱어
- 제임스 루이지
- 렉스 라이온
- 노먼 버나드
- 돈 스타크
- 데이빗 셰릴
- 존 세더
- 토니 롱고
- 브래들리 웨이스만
- 마이클 치에포
- 자레드 챈들러
- 제프리 쏜
- 웬디 커틀러
- 닐스 브류스터
- 웹스터 윌리엄스
- 밋치 하라
- 바바라 C. 애드사이드
- 리 아넌
- 돈 우다드
- 게리 파이크
- 찰리 스킨
- 릭 에이버리
- 키스 모리스

## 제작진
- 협력프로듀서: 로버트 리
- 협력프로듀서: 쿨 마더
- 미술: 랜디 서
- 세트: 줄리 케이 팬튼
- 의상: 이사벨라 B. 반 소스트